# Tyler Blackett
Tyler Nathan Blackett (født 2. april 1994) er en engelsk fodboldspiller, der spiller som forsvarer for Reading. Han har spillet for klubben siden 2016. Tidligere har han repræsenteret Manchester United, Birmingham, Celtic og Blackpool.